# LBI-ring
Inom matematiken är en LBI-ring en ring R (med enhet) så att varje idempotent av R modulo Jacobsonradikalen kan lyftas till R. Termen LBI introducerades av Irving Kaplansky och står för "lämplig för att bygga idempotenta element" (ursprungligen "suitable for building idempotent elements", varav det engelska namnet SBI ring) (Jacobson 1956, p.53). 

## Exempel
- Varje ring vars radikal är nil är SBI.
- Varje Banachalgebra är LBI: mer allmänt är varje kompakt topologisk ring en LBI-ring.
- Ringen av rationella tal med udda nämnare är inte LBI.